# Маткожненська ГЕС
Маткожненська ГЕС — гідроелектростанція у Карелії. Знаходячись між Палакоргською ГЕС (30 МВт, вище по течії) та Вигострівською ГЕС (40 МВт), входить до складу каскаду на річці Виг, яка впадає до Онезької затоки Білого моря. 
На початку 1930-х під час спорудження Біломорсько-Балтійського каналу на річці Виг звели бетонну Маткожненську греблю (гребля №27) висотою 21 метр та довжиною 136 метрів. Також спорудили насипні секції – кам’яно-накидну із дерев’яною діафрагмою висотою 15 метрів та довжиною 150 метрів і земляну із глиняним ядром висотою 14 метрів та довжиною 360 метрів. Разом із шлюзовим вузлом та чотирма земляними дамбами довжиною від 356 до 2373 метрів ці споруди утримують водосховище з площею поверхні 19 км2 та об’ємом 82 млн м3 (корисний об’єм 17 млн м3).  
Ліворуч від греблі починається підвідний канал довжиною 0,6 км, перекритий на завершенні русловою будівлею машинного залу. Основне обладнання станції становлять три  турбіни типу Каплан потужністю по 21 МВт, які використовують напір у 21 метр та забезпечують виробництво 381 млн кВт-год електроенергії на рік.
Відпрацьована вода повертається у річку по відвідному каналу довжиною 1,1 км.
Видача продукції відбувається по ЛЕП, розрахованій на роботу під напругою 110 кВ.
У серпні 2012 внаслідок сильних дощів відбулось затоплення будівлі машинного залу, проте персонал встиг провести відключення обладнання. Вже наступного року станція була повністю відновлена.